# Муайяд фи-д-Дин аш-Ширази
аль-Муайя́д фи-д-Ди́н абу На́ср Хибатулла́х ибн абу Имра́н Муса́ ибн Дау́д аш-Ширази́ (перс. مؤید فی‌الدین شیرازی‎; 1000, Шираз — 1078, Каир) — исмаилитский учёный, философ-поэт, проповедник и богослов персидского происхождения. В своих теологических и философских трудах довёл духовное наследие исмаилитов до высшей точки.

## Биография
Родился в семье исмаилитов в Ширазе, столице провинции Фарс на юго-западе Персии, его полное имя Абу Наср Хибатуллах ибн Муса ибн абу Имран ибн Дауд аш-Ширази. Почётное имя «Муайяд фи-д-Дин» (Тот, кому помогает — Бог — в религии), вероятно, было даровано ему, когда он был назначен на высший ранг главного миссионера (да’и ад-ду’ат) в центральной администрации фатимидского да’вата в Каире в 1059 году.
Муайяд является автором уникального мемуарного труда, известного как «Сират аль-Муайяд фи-д-Дин» (Жизнь Муайяда фи-д-Дина), личного и захватывающего исторического произведения, отражающего в жизни и судьбе да’и взаимоотношения между Фатимидами, Аббасидами и Буидами при растущее давление туркменского вторжения из Центральной Азии в сердце исламского мира. 
В награду за свои заслуги во время политической миссии в Сирии Муайяд был назначен главным да’и после своего возвращения в столицу Фатимидов. На этом посту он управлял делами да’вата, обучая миссионеров как внутри империи Фатимидов, так и за её пределами, таких как философ-поэт Насир Хосров из Бадахшана и Ламак ибн Малик аль-Хаммади, высокий представитель лояльного государства Сулайхидов в Йемене. Муайяд также является автором восьмисот лекций (Маджалис аль-хикма, то есть «сеансы мудрости»), которые он проводил перед общиной верующих каждый четверг в Каире. Эти проповеди, являющиеся крупнейшим собранием произведений этого жанра в литературном наследии исмаилитов, содержат суть его религиозно-философского мышления.

### Труды
- «Маджалис аль-Муайядия», написанная между 450 и 470 годами хиджры. В ней рассматриваются различные богословские и философские вопросы, задаваемые людьми других религий и атеистами
- «Диван аль-Муайяд», сборник стихов, восхваляющих исмаилитских имамов и доктрины их веры
- «Сират аль-Муайяд фи-д-Дин», его автобиография
- «Сарах аль-Маад, трактат о Дне воскресения
- «аль-изах ватабир фи-фазль йум аль-Гадир, трактат об Ид аль-Гадире
- «аль-Ибтида валь-Интиха» (Начало и конец)
- «Та’виль аль-Арва», трактат о душах
- «Махаджуль-Ибада», метод преданности
- «аль-Маселет-валь-Джаваб» (Вопросы и ответы)
- «Бунияд-и-та'виль», персидский перевод «Асас ат-та'виль» Кади ан-Ну'мана.